# 格里戈里·特霍尔
格里戈里·伊拉里奥诺维奇·特霍尔（俄语：Григорий Илларионович Тхор，1903年9月28日—1943年1月）是苏联军事领导人，航空少将（ 1940年），西班牙内战和苏德战争参与者。 1941 年9 月，他在集中营被捕并被枪毙。

## 生平
格里戈里·特霍尔于1903年9月28日出生于波德利普诺耶村（俄语：Подлипное, 现属苏梅州科諾托普區）的一个农民家庭。乌克兰人。五年级毕业后，他在父亲家里工作。 1923年自愿参加苏联红军， 1924年从步兵学校毕业，后任各步兵部队指挥。 1931年，他毕业于飞行员观察员学校， 1935年毕业于飞行员学校。他指挥一个连队， 1937年被任命为第64重型轰炸机航空师一个旅旅长。
在西班牙内战期间，他自愿为西班牙第二共和国而战一年。 1939年8月4日被授予旅级指挥员。回国后，任外贝加尔军区空军副司令。 1940年，他被任命为西伯利亚军区重型航空旅旅长。 1940年6月4日晋升为航空少将军衔。
1941年5月毕业于俄罗斯总参谋部军事学院高等学术课程，后任基辅特别军区第62重型航空师副师长。该师参加了与德国军队的边境战斗和基輔戰役。 1941年9月中旬，托尔在一场战斗中试图突围时被俘。最初被关押在哈默尔堡集中营。由于反纳粹鼓动，他被送往纽伦堡监狱，并于1943年1月被枪毙。